# Pötzling (Gemeinde St. Agatha)
Pötzling ist eine Ortschaft der oberösterreichischen Gemeinde St. Agatha im Bezirk Grieskirchen.

## Geografie
Der Weiler liegt etwa einen halben Kilometer südwestlich des Ortszentrums von St. Agatha auf einer Höhe von 560 m ü. A. Naturräumlich befindet sich Pötzling im südöstlichen Bereich des Sauwaldes und gehört zum Einzugsgebiet der Aschach, die früher ein rechter Zufluss der Donau war. Pötzling hat 17 Einwohner (Stand 1. Jänner 2024).